# Palazzo del Podestà (Galluzzo)
Il palazzo del Podestà di Galluzzo si trova nel sobborgo a poca distanza da Firenze, formalmente indipendente dal 1415 e dotato quindi di un proprio podestà. Il Galluzzo, o podesteria del Galluzzo, restò infatti comune indipendente per cinque secoli, in modo ininterrotto, fino al 1928, quando fu accorpato a quello di Firenze.

## Storia e descrizione

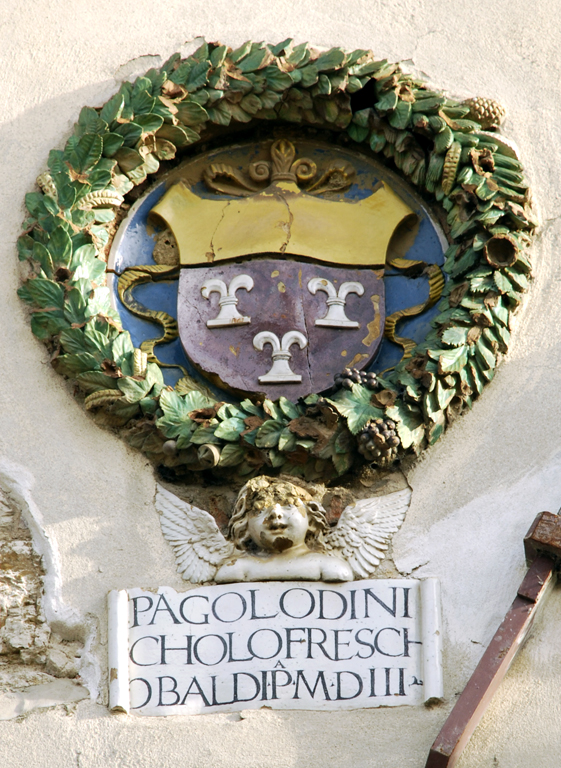
Stemma Frescobaldi in terracotta policroma invetriata

Il palazzo podestarile nacque affittando una casa da signore dei Canigiani, che fu acquistata e risistemata a palazzo. Dotato di tre piani è a pianta quadrangolare con cortile interno, attorno al quale si distribuiscono la residenza privata del podestà, dei suoi collaboratori, una stanza per le sentenze, una delle udienze, una sala del Consiglio, le prigioni criminali e per le donne e infine una Sala dei Tormenti. 
Dalla strada il palazzo è ben riconoscibile per i numerosi stemmi sulla facciata (in tutti 42), appartenuti ai vari podestà e risalenti al periodo tra il 1472 e il 1765. Alcuni sono in cattivo stato di conservazione, ma spiccano circa venti in maiolica colorata del XV e XVI secolo. Il più pregiato e meglio conservato è quello di Pagolo di Niccolò Frescobaldi, datato 1503 e circondato da una pregevole ghirlanda di foglie, fiori e frutta. 
Il portale in facciata presenta invece l'architrave scolpita con gli stemmi di Firenze (il giglio), del Popolo di Firenze, della Parte Guelfa, dei Priori di Libertà e della Lega del Galluzzo. 
Dopo l'abolizione della podesteria il palazzo ebbe varie funzioni. Dal 1859 fu sede della Pretura; oggi è di proprietà del Comune di Firenze ed è usato per varie manifestazioni pubbliche del Quartiere 3.
Davanti al palazzo si trova l'ex-Palazzo del Comune di Galluzzo.